# 张树栋
张树栋（1983年4月5日—），出生于中华人民共和国山东省青岛，中国足球运动员。

## 职业生涯

### 青年队
- 1997年进入广东名峰青年队。

### 俱乐部
- 1999年进入广东名峰一队，并曾到杰志体育会参加香港足球甲组联赛。
- 2003年以过百万人民币的价格转会至山东鲁能泰山，但并未获得太多出场机会。
- 2005年转会至天津泰达，仍难以获得主力位置，于2006年被租借至延边队。
- 2007年转会至辽宁队，在当年中超首轮客场挑战山东鲁能泰山的比赛中打入昔日老东家一球。
- 2008年转会至延边队。
- 2009年青岛海利丰欲引进张树栋，由于程序问题未能在年初完成转会，在二次转会期间完成转会[1][2]。
- 2010年，由于涉嫌打假球，青岛海利丰被中国足协取消注册资格。张树栋下岗后，谢绝了中甲球队的邀请，一面经商，一面在青岛鲲鹏队参加业余联赛青岛城市联赛。[3][4]

### 国家队
- 2002年入选中国国青队并参加了当年亚青赛。
- 2003年入选中国国奥队。